# Marokko
Marokko (Arabisch: المغرب, al-Maghrib, "het Westen", Berbers: ⵍⵎⴰⵖⵔⵉⴱ, Elmaɣrib / ⵎⵓⵕⵕⴰⴽⵓⵛ, Muṛṛakuc), officieel het Koninkrijk Marokko (Arabisch: المملكة المغربية, Al Mamlaka al-Maghrebiyya, Berbers: ⵜⴰⴳⴻⵍⴷⵉⵜ ⵏ ⴻⵍⵎⴻⵖⵔⵉⴱ, Tageldit n Elmeɣrib), is een land in noordelijk Afrika aan de kust van de Middellandse Zee, de Straat van Gibraltar en de Atlantische Oceaan, grenzend aan Algerije en de (betwiste) Westelijke Sahara. Het behoort tot de Maghreb-landen, waar ook Tunesië, Mauritanië, Algerije en Libië toe worden gerekend. Marokko is een lidstaat van de VN, de OIS en van de Arabische Liga. Anno 2025 telt Marokko (exclusief de Westelijke Sahara) ruim 37,9 miljoen inwoners.
De oudste staat in het huidige Marokko was het inheemse koninkrijk Mauretania en bestond vanaf 110 v. Chr. Het sultanaat Marokko bestond vanaf 789 tot 1912, het werd door verschillende Berberse en Arabische dynastieën bestuurd. De moderne staat Marokko is ontstaan toen het land zich onafhankelijk verklaarde van Frankrijk en Spanje op 2 maart 1956. De Frans-Spaanse bezetting van Marokko begon in 1912. De hoofdstad van Marokko is Rabat en de grootste stad is Casablanca. Andere belangrijke steden zijn Fez, Marrakesh, Agadir, Tanger en Tetouan.
Marokko is een monarchie. Sinds 23 juli 1999 is Mohammed VI de koning van Marokko. Hij werd daarmee de achttiende koning van de Alaoui-dynastie die sinds 1666 regeert in Marokko. De nationale feestdag van Marokko is op 30 juli, de dag waarop koning Mohammed VI zijn vader Hassan II officieel opvolgde.
De overheersende godsdienst is de islam, maar het land telt ook een stijgende percentage christenen en een klein aantaljoden. Marokko heeft twee officiële talen: Arabisch en het Berbers. Het Marokkaanse onderwijssysteem, het voormalige protectoraat en media zorgen ervoor dat veel Marokkanen ook buitenlandse talen beheersen waaronder: Frans, Engels en Spaans in mindere mate. In het dagelijks leven worden er drie volkstalen gesproken: Marokkaans-Arabisch, Berbers en Frans. In het noorden van Marokko (in de regio Tanger en Tetouan) wordt ook Spaans gepraat.

## Naam
De naam Marokko werd voor het eerst gebruikt door de Spanjaarden ('Marruecos') nadat zij in de Slag bij Zallaqa werden verslagen door de Almoraviden, wier hoofdstad toen Marrakesh was. De naam van de stad komt van mur (n) akush, wat land van god betekent in het Berbers. De stam mur is in de meeste Berberse talen terug te vinden in haar vrouwelijke vorm: tamurt. De naam 'Marokko' (en andere westerse benamingen voor het land) is afgeleid van de naam van de voormalige hoofdstad. In het Arabisch wordt Marokko Maghreb genoemd, dat het westen betekent. Het wordt zo genoemd omdat Marokko destijds het uiterste westelijk gelegen gebied was. De naam Maghreb kan verwarrend zijn want heel Noord-Afrika werd (en wordt nog wel) "al maghreb" genoemd. Daarom wordt Marokko ook wel al maghreb al aqsa (het verre Westen) genoemd.

## Geschiedenis

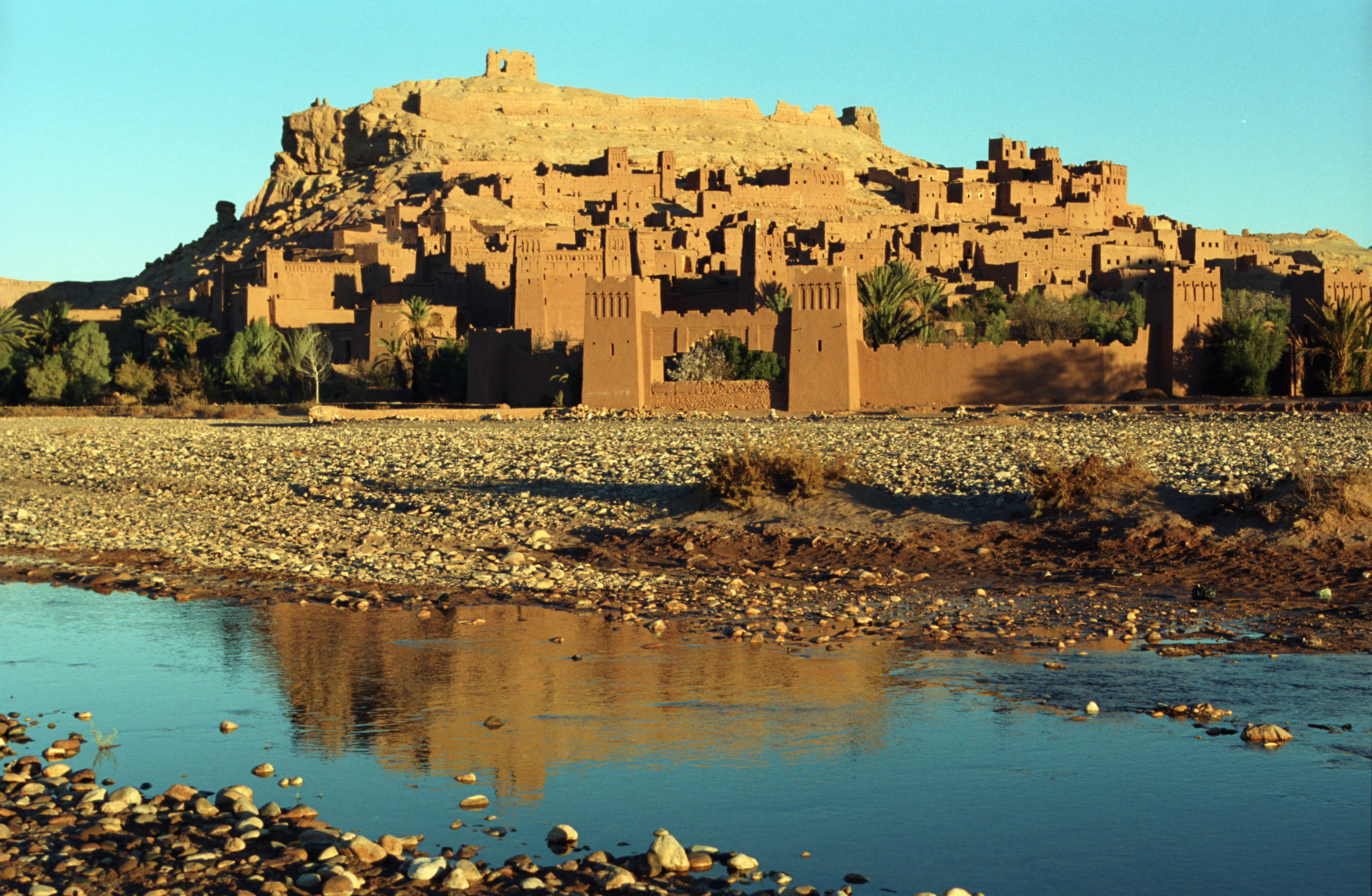
Aït-Ben-Haddou

De meest vroege beschrijvingen van Marokko zijn te vinden in geschriften door Griekse en Romeinse schrijvers, die vaak vertelden uit tweede hand. Herodotus was de eerste die in de 5e eeuw voor Christus de bewoners van het gebied beschreef. Verder is de vroege geschiedenis voornamelijk afgeleid uit archeologische vondsten. Over de eerste bewoners van het gebied is niet veel zekerheid, maar duidelijk  is wel dat Noord-Afrika invloed en immigratie heeft gekend vanuit zowel het Iberisch Schiereiland in het noorden, als het Midden-Oosten ten oosten, alsook de zuidelijker geleden delen van het Afrikaans continent. Toen veeteelt een steeds grotere rol ging spelen voor de nomadengroepen, ontstonden de eerste georganiseerde beschavingen. De door Herodotus opgetekende bewoners van het gebied worden Libiërs of Numidiërs genoemd, oftewel nomaden. Deze Berbers noemden zichzelf Imazighen, de naam die ze ook in de tegenwoordige tijd nog dragen.
Omstreeks 1200 voor Christus vestigden Fenicische handelaars de eerste handelsposten aan de Marokkaanse kust. Daarna stichtten de Punische Carthagers er handelsfactorijen. De Punische invloed is in cultureel opzicht groot geweest: het schrift en de eerste vorm van bestuur werden geïntroduceerd door de Carthagers.
Nadat Carthago in de Tweede Punische oorlog door het Romeinse Rijk was verslagen, ging Marokko onderdeel uitmaken van het Berbers koninkrijk Mauretania, een vazalstaat van Rome. Met de executie van de laatste Mauretanische koning Ptolemaeus van Mauretania door keizer Caligula in 40 n.Chr. kwam het gebied onder rechtstreeks Romeins bestuur. Na de val van het Romeinse Rijk veroverden de Vandalen (429) het land. Het Oost-Romeinse Byzantijnse Rijk (533) probeerde het gebied in zijn macht te krijgen, maar het kon alleen de stad Ceuta enige tijd onder controle houden.
In 682 veroverde het Islamitisch Kalifaat het gebied en werd de islam geïntroduceerd. In 739 begon de Grote Berberopstand onder de Marokkaanse Berberstammen. Deze verspreidde zich binnen een zeer korte periode over heel de Maghreb en Spanje. Hoewel de opstand vier jaar later werd neergeslagen, was de centrale macht van het Kalifaat sterk aan het afnemen. Vanaf het begin van de achtste eeuw regeerden verschillende dynastieën over gebieden in de Westelijke Maghreb: het koninkrijk van Nekor (710-1019), de Barghawata (744-1058), de Idrisiden (780-974) en Sijilmasa (771-1051). De Berberse Almoraviden verenigden in de 11e eeuw voor het eerst het huidige Marokko en zij stichtten de beroemde hoofdstad Marrakesh. Onder hun bewind zou het land voor het eerst bekend komen te staan als Marokko. Bekende Berberse dynastieën waren de Almohaden (1147-1269) en de Meriniden (1215-1465). Daarna kwamen de Arabische Saadis (1509-1654). Onder die eerste was Marokko enige tijd een wereldmacht. Vanaf de elfde eeuw volgden vernietigende invallen van de Arabische Banu Hilal-bedoeïenen. Met hun komst zou het land een versnelde periode van arabisering doormaken. De Arabische migratie was een belangrijke oorzaak van een lange periode van anarchie in de Maghreb, waarin piraterij vrij spel kreeg.
In 1415 werd de stad Ceuta door de Portugezen veroverd. Later werden meer steden veroverd door Spanjaarden en Portugezen, maar rond 1700 waren deze steden weer heroverd door de Marokkanen. Na de val van de Meriniden werd de macht uitgeoefend door het laatste Berberse koningshuis van Marokko, dat van de Wattasiden. In 1554 werden zij verslagen door de Saadis en daarmee kwam het land onder Arabische heerschappij. De Saadi-dynastie handhaafde zich tot 1659. De Sa’adi-sjarifen brachten in 1578 bij Kasr al-Kabir de Portugezen een beslissende nederlaag toe. Marokko is het enige Noord-Afrikaanse land dat geen onderdeel was van het Turkse Ottomaanse Rijk, terwijl delen van Algerije en Tunesië er wel onder vielen. In 1659 kwamen de Arabische Alaouieten aan de macht, die zich als monarchen wisten te handhaven.
Nadat Algerije in 1830 door de Fransen veroverd was, steunden de Marokkanen de Algerijnse opstandelingenleider Abd al-Kader, wat tot een oorlog leidde. Begin twintigste eeuw sloot Frankrijk met Groot-Brittannië en Spanje overeenkomsten over Marokko. Hierbij werd Marokko verdeeld in een internationale zone Tanger, een Franse invloedssfeer en een Spaanse invloedssfeer; deze verdeling vond mede zijn oorzaak in het Panther-incident in 1911, toen Duitsland in de haven van Agadir met een kanonneerboot gewapende steun aan de sultan toezegde, in ruil voor de status van Duits protectoraat voor Marokko. Na onderhandelingen tussen de Fransen en de Duitsers erkende Duitsland toch het Franse protectoraat. De eerste president-generaal in het protectoraat Marokko was generaal Lyautey.
Abdelkrim el Khettabi, een Riffijns verzetsheld, initieerde in de jaren 1920 een volksopstand onder de Berberse Riffijnen, gericht tegen zowel de koloniale machten Spanje en Frankrijk, als tegen de Arabisch-Marokkaanse machthebbers. De opstand zou bekend komen te staan als de Rifoorlog: Abdelkrim stichtte ook de Rif-Republiek dat bestond van 1921-2926, gelegen in het Rifgebergte. De opstand werd uiteindelijk neergeslagen door het koloniale leger. In 1932 werd de oase Tafilalet door de Fransen bezet en in 1934 werd heel Marokko uiteindelijk onder Frans gezag gebracht. In 1941 sloten de Marokkanen zich aan bij de beweging van de Vrije Fransen van generaal De Gaulle. In 1943 werd de Verenigde Onafhankelijkheidspartij (Istiqlal) opgericht door de nationalisten (Allal al-Fasi was een van haar voormannen). Deze partij eiste volledige onafhankelijkheid voor Marokko met een constitutionele vorm van regering onder koning Mohammed V, die het nationalisme steunde. Onder Franse druk ging koning Mohammed V en zijn gezin in augustus 1953 in ballingschap. Mohammed ibn Arafa werd door Frankrijk als de nieuwe koning van Marokko aangekondigd.
Nadat ibn Arafa aan de macht gekomen was, brak er een periode van fel gewapend verzet van de Marokkanen aan. Hierdoor kon Ibn Arafa de situatie niet meer in de hand houden en vluchtte hij naar Tanger. Mohammed V keerde op 5 november 1955 terug als koning van Marokko. Op 2 maart 1956 werd Marokko onafhankelijk van Frankrijk. Later werden aparte verdragen met Spanje gesloten waardoor de Spanjaarden vrijwel gelijktijdig met Frankrijk Marokko's onafhankelijkheid erkenden. Maar de Spanjaarden hielden zowel de noordelijke enclaves (Ceuta en Melilla), de zuidelijke enclave (Ifni) als de Westelijke Sahara onder hun macht. Op 12 november 1956 werd Marokko lid van de Verenigde Naties en op 1 oktober 1958 lid van de Arabische Liga. In december 1965 werd door de Verenigde Naties een resolutie aangenomen volgens welke Spanje Sidi Ifni en de Westelijke Sahara moest dekoloniseren. Op 30 juni 1969 besloot Spanje alleen Ifni aan Marokko over te dragen, terwijl de Westelijke Sahara in Spaanse handen bleef.
Koning Mohammed V overleed op 3 maart 1961, waarna zijn zoon Hassan II op de troon kwam. In 1963 braken de eerste grensconflicten met Algerije uit. Dit werd de Zandenoorlog genoemd. In februari 1964 werd het conflict geregeld en werd een gedemilitariseerde zone ingesteld. In december 1964 bracht Hassan II een bezoek aan Tunesië om de banden tussen beide gearabiseerde landen te verbeteren die ernstig waren verstoord toen Tunesië in 1960 de onafhankelijkheid van Mauritanië erkende. In januari 1970 werd Mauritanië volledig door Marokko erkend en in juni 1970 werd er reeds een samenwerkingsverdrag tussen beide landen getekend. In 1972 werd per referendum een grondwet aangenomen, die het land tot constitutionele monarchie maakte. In juli 1971 delegeerde Hassan II na een mislukte staatsgreep alle burgerlijke en militaire bevoegdheden aan generaal Mohamed Oufkir. Op 16 augustus 1972 deden officieren van de luchtmacht onder leiding van generaal Oufkir een mislukte greep naar de macht. Deze mislukte staatsgreep werd gevolgd door ingrijpende zuiveringen in de legertop en de daders werden allen geëxecuteerd. In 1976 werd de Westelijke Sahara door Marokko geannexeerd, nadat op 6 november 1975 de Groene Mars was georganiseerd. Dit gebied staat nog steeds voor een groot deel onder Marokkaanse controle.
Op 23 juli 1999 overleed Hassan II aan de gevolgen van een hartaanval. Hij werd opgevolgd door zijn zoon Mohammed VI, die probeert het land gematigd te moderniseren. De begrafenis van Hassan II werd door ruim twee miljoen Marokkanen en door veel internationale hoogwaardigheidsbekleders bijgewoond. Na de komst van Mohammed VI werd in november 1999 Driss el Basri, de invloedrijke minister van Binnenlandse Zaken, ontslagen. Ook zijn na de komst van de nieuwe koning enkele vooraanstaande dissidenten naar Marokko teruggekeerd. De Berbers, die onder de arabiseringspolitiek van Hassan II structureel werden achtergesteld, kregen nu een betere positie en ook de positie van de vrouw werd flink verbeterd.

## Flora en fauna

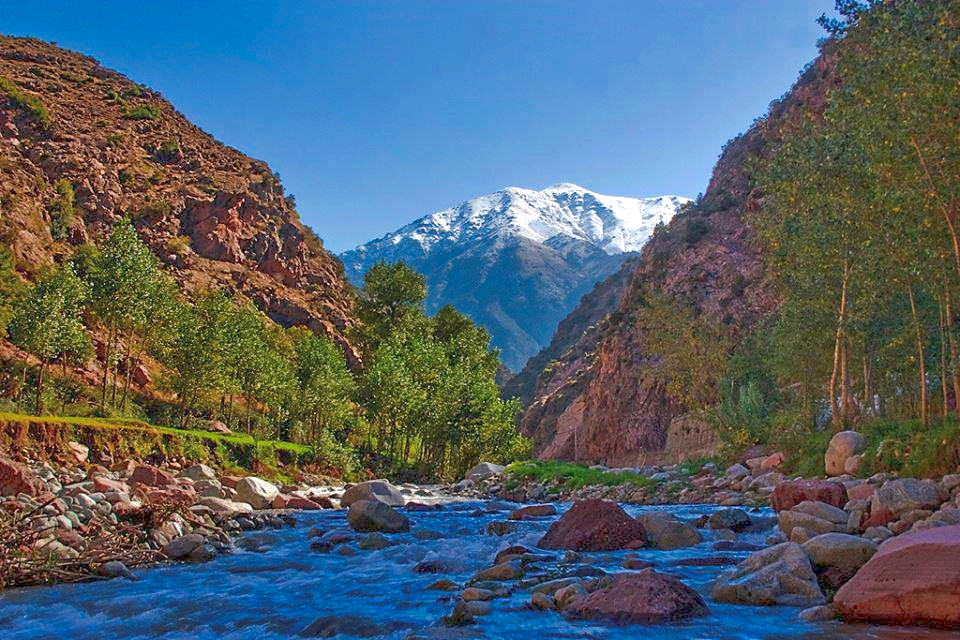
Het Atlasgebergte

Het Atlasgebergte verdeelt de flora en fauna van Marokko in twee zeer verschillende delen. In het noordwesten van de Atlas vindt men de vegetatie van het Middellandse Zeegebied en in het zuidoosten de Afrikaanse steppe en woestijn. In de regenrijke berggebieden en de hoogvlakten in het westen komen bossen voor met steen- en kurkeik, soorten uit de cipresfamilie, atlasceders en aleppodennen. Deze bossen bestrijken slechts 10% van het oppervlak. In het zuidelijke kustgebied groeien de arganbomen, die alleen in Marokko groeien, en Indiase Jujube (Ziziphus mauritiana) met zijn viltige bladeren. In de rest van Marokko heeft de mediterrane vegetatie door eeuwenlange roofbouw moeten wijken voor landbouw of is gereduceerd tot arme vegetaties van boomheide met boomsoorten uit het geslacht Arbatus, pistache (Pistacia vera), soorten jeneverbes en de Europese dwergpalm.
Boven de boomgrens in het hooggebergte, op meer dan 3100 m boven de zeespiegel bevindt zich een vegetatie van de alpiene zone. Lager overheerst een steppe-vegetatie met doornstruweel afgewisseld door plekken met pollen gras. In de hooggelegen steppen van het noordoostelijk deel groeit droogtebestendig halfagras. In de spaarzaam aanwezige oasen worden dadelpalmen geteeld.

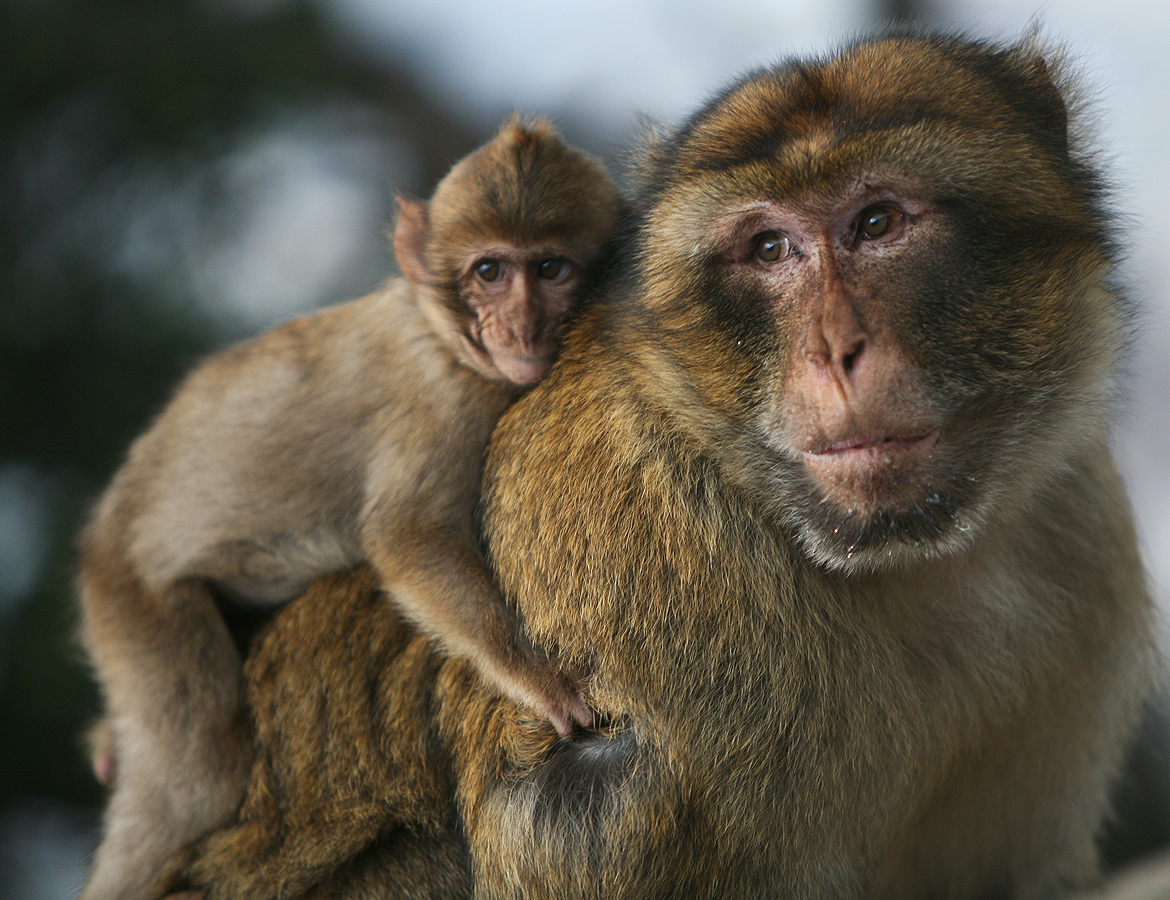
De Berberaap

De in het wild levende dieren hebben zich teruggetrokken in dunbevolkte gebieden van Marokko; sommige soorten zoals de luipaard en de caracal zijn met uitsterven bedreigd. Andere zoogdiersoorten zijn de berberaap, gazellen, de gestreepte hyena, de gewone jakhals, de woestijnvos. Talrijker zijn reptielen (hagedissen, kameleons, schildpadden en slangen). Tot 2003 zijn in Marokko 452 verschillende vogelsoorten waargenomen. Er broeden 224 soorten, waarvan 15 soorten zo nu en dan. Onder de broedvogels bevinden zich ooievaars, arenden, gieren, buizerds, wouwen en de ernstig bedreigde heremietibis.

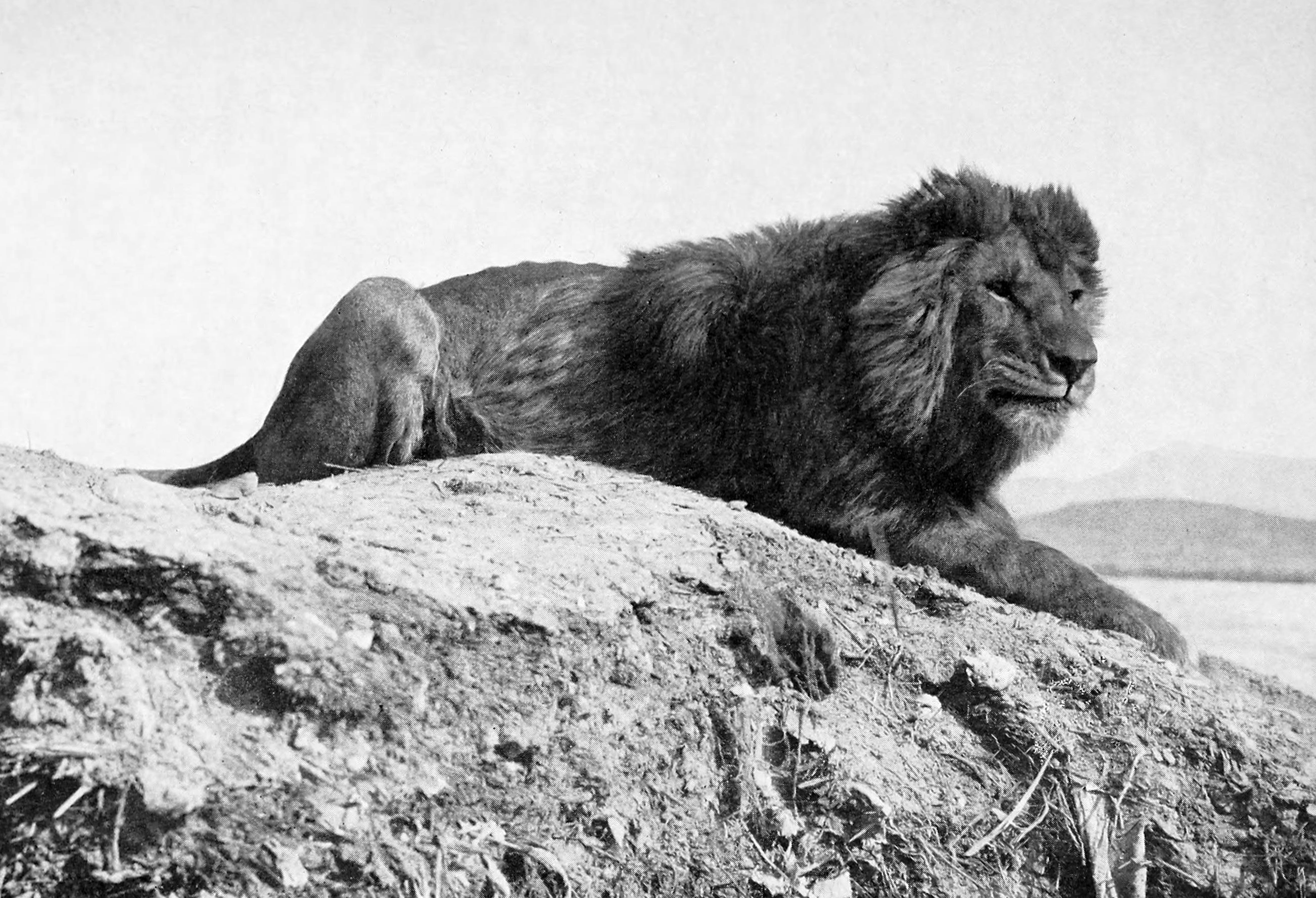
De Berberleeuw. Het Marokkaanse voetbalteam is vernoemd naar deze leeuw, ook wel "Atlasleeuwen" genoemd.

In het wild leefde vroeger ook de Berberleeuw maar de laatste Berberleeuw in het wild werd in 1922 gedood door stropers. Tegenwoordig leven er nog minder dan 90 exemplaren in gevangenschap. Ook de nijlkrokodil, de struisvogel, de algazel en de addax verdwenen in de loop van de 20e eeuw uit Marokko.
Er zijn verscheidene nationale parken in het land, zoals het berggebied rond de hoogste top in het Atlasgebergte, de Toubkal, en het gebied waar de heremietibissen broeden, Nationaal Park Souss-Massa.

## Geografie

### Fysieke kenmerken
Marokko heeft (exclusief het geannexeerde gebied, zie hieronder) een oppervlakte van 446.550 km² waarvan 250 km² water. Er zijn landgrenzen met Algerije, Mauritanië, Spanje (de enclaves Ceuta en Melilla) en het geannexeerde gebied; de totale lengte van deze grenzen bedraagt 2.017.9 km. Voorts kent Marokko een kustlijn van 1.835 km.

### Betwiste gebieden
Marokko annexeerde (het grootste gedeelte van) de Westelijke Sahara in de periode 1976-1979, maar dit stuitte op (internationaal) verzet. Bevrijdingsorganisatie Polisario vond eerst onderdak in zowel Mauritanië als Algerije, totdat het eerstgenoemde land een verdelingsakkoord met Marokko sloot over de Westelijke Sahara. Toen de Arabische Democratische Republiek Sahara (ADRS), die een klein deel van Westelijke Sahara regeert maar wel het hele gebied claimt, in 1984 toetrad tot de Afrikaanse Unie verliet Marokko de unie uit protest. In 2017 trad Marokko weer toe.
In het westen van Algerije liggen de gebieden van Tindouf en Béchar die door Marokko betwist worden. Marokko beschouwt het als een deel van Groot-Marokko. Beide landen vochten in 1963-1964 de Zandoorlog uit waarbij de grens ongewijzigd bleef.
In het noorden van Marokko liggen twee Spaanse exclaves: Ceuta en Melilla. Marokko beschouwt deze exclaves en zeven onbewoonde eilandjes voor de Noord-Afrikaanse kust, samen de zogeheten Plazas de soberanía, en het eilandje Alborán als bezet Marokkaans grondgebied.

### Klimaat

Marokko kan worden onderverdeeld in vier klimaatzones. In het noorden en westen heerst een mediterraan klimaat. Het Atlasgebergte zorgt ervoor dat aan de loefzijde van het gebergte veel stuwingsregen voorkomt. Hierdoor ontstaan vruchtbare gebieden die gebruikt worden voor akkerbouw en veeteelt. Het tegenovergestelde geldt voor de lijzijde, die zorg draagt voor een regenschaduw in het oosten en zuidoosten. Daardoor heersen er in het zuiden en westen een steppeklimaat en een woestijnklimaat. De hoogste delen van het gebergte hebben een hooggebergteklimaat.

## Bevolking
| Top 10 Grootste steden in Marokko | Top 10 Grootste steden in Marokko |
| Stad                              | Inwonertal (juli 2019)            |
| --------------------------------- | --------------------------------- |
| Casablanca                        | 3,532,000                         |
| Fez                               | 1,171,000                         |
| Tanger                            | 1,063,000                         |
| Salé                              | 978,000                           |
| Marrakesh                         | 962,000                           |
| Meknes                            | 563,000                           |
| Oujda                             | 558,000                           |
| Rabat                             | 541,000                           |
| Kenitra                           | 484,000                           |
| Agadir                            | 484,000                           |

### Demografische kenmerken
Het grootste deel van de bevolking woont ten westen van het Atlasgebergte, dat het land scheidt van de Sahara. Casablanca is het centrum van handel en industrie en de grootste haven; Rabat is de zetel van de regering; Tanger is de poort van Europa naar Marokko en ook een grote haven; Fez is de culturele en religieuze hoofdstad; Marrakesh en Agadir zijn de grootste toeristische trekpleisters van Marokko.
De bevolking is in de twintigste eeuw verachtvoudigd. In 1900 waren er 3,8 miljoen Marokkanen. Marokko telde in 2013 ruim 32 miljoen mensen. In de prognoses van de Population Reference Bureau wordt voorzien dat de bevolking van het land tot 2050 aanzienlijk zal groeien tot een populatie van 43 miljoen mensen. Marokko is na Egypte en Algerije het volkrijkste Arabische land.
The World Factbook van de CIA meldt over 2018 de volgende cijfers:
- bevolkingsgroei: 0,95%
- sterftecijfer: 4,9 per 1000 inwoners
- geboortecijfer: 17,5 per 1000 inwoners
- levensverwachting: gemiddeld 77,3 jaar (mannen: 74,2 jaar, vrouwen: 80,5 jaar)
- analfabetisme: bij de mannen 22,5%, bij de vrouwen 42,2% (2015)
- bevolkingsgroepen: Arabisch-Berbers 99%, overig 1%
- religie: soennitische moslims 99%, overige (waaronder christenen, joden) 1%
- werkloosheid bij de jeugd 15-24 jaar: totaal 22,2% (mannen 20%, vrouwen 22,8%)
- migratiesaldo: -3,1 migranten per 1000 inwoners

### Bevolkingsgroepen

Bevolkingsgroepen in Marokko, 1973.

Ongeveer driekwart van de huidige Marokkanen is van Berberse afkomst en mensen van Arabische afkomst vormen de op een na grootste etnische groep, gevolgd door de Negroïde Marokkanen.
De Joodse minderheid is in de loop van de twintigste eeuw sterk in omvang afgenomen en telde begin van de eenentwintigste eeuw 3.000 mensen.
De meeste van de ongeveer 100.000 buitenlandse inwoners van Marokko zijn van Franse of Spaanse origine, waaronder veel leraren en technisch geschoold personeel en daarnaast steeds meer gepensioneerden, vooral in Marrakesh.

### Taal
De officiële talen zijn Arabisch (Darija) en Berbers (Tamazight). Het standaard Arabisch wordt op de scholen onderwezen en in vrijwel alle schriftelijke en officiële communicatie gebruikt. De meest gesproken taal is een dialect van het Arabisch, het Marokkaans-Arabisch (Darija). Andere in Marokko gesproken talen zijn de Berbertalen (Tarifit, Atlas-Tamazight en Tashelhiyt). Frans heeft als tweede taal steeds een belangrijke plaats behouden in het openbare leven (vaak de taal van bedrijven, overheid en diplomaten, maar ook in winkels, restaurants en soms ook in onderlinge gesprekken). Veel Marokkaanse televisie- en radioprogramma's zijn ook in het Frans, terwijl in het noorden, het voormalige Spaans-Marokko, veelal Spaans als tweede taal wordt gehoord.

### Godsdienst
De grondwet van Marokko bepaalt dat de islam, en dan met name het malikisme de staatsgodsdienst van Marokko is. De grondwet bepaalt bovendien dat dit aspect van de grondwet niet veranderd kan worden door een grondwetsherziening. De Marokkaanse staat erkent wel twee andere religies in het land naast de islam: het christendom en het jodendom. 96.7% van de bevolking zijn soennitische moslims, 3.1%christenen en 0,2% joden.
Het soefisme kent er specifieke Maghrebijnse kenmerken: heiligenverering, bedevaart naar heiligengraven en religieuze broederschappen. Hoewel de islamitische wet verbiedt heiligen te vereren, treft men in Marokko talrijke heiligengraven (maraboets) aan. De belangrijkste soefibroederschappen zijn de Kadirijja en de Tijanjija. Marokko is sinds de oprichting in 1969 lid van de Organisatie voor Islamitische Samenwerking.
Marokko kent in tegenstelling tot veel islamitische landen wel godsdienstvrijheid. Zo is het voor moslims in Marokko toegestaan te spreken over een bekering tot een andere godsdienst en kunnen Marokkaanse moslims die zich bekeren tot het christendom gedoopt worden. Moslims is het geoorloofd hun geloof te verkondigen, maar voor christenen is dit ook toegestaan. 
Het christendom is in Marokko aanwezig sinds de Romeinse tijd. De Heilige Marcellus stierf in Tanger in de 3e eeuw. In de achtste eeuw verspreidde de islam zich. Sinds Franciscus van Assisi vijf minderbroeders naar Marokko zond, zijn er steeds franciscanen in het land geweest. In de Franse tijd nam het aantal katholieken toe. Zo kent Marokko naast moskeeën ook vele kathedralen. De meeste christenen in Marokko zijn echter buitenlanders; Marokkanen die openlijk een christelijke samenkomst willen bijwonen, kunnen daarvoor opgepakt en verhoord worden.
De Katholieke Kerk is er ingedeeld in twee aartsbisdommen: het aartsbisdom Rabat onder leiding van Monseigneur Vincent Landel en dat van Tanger en het land telt zestien katholieke scholen (zie: Katholieke Kerk in Marokko).
De Marokkaanse Joden vormen een oude gemeenschap die reeds ongeveer 2000 jaar bestaat (zie: Geschiedenis van de Joden in Marokko).

## Politiek

### Staatsinrichting

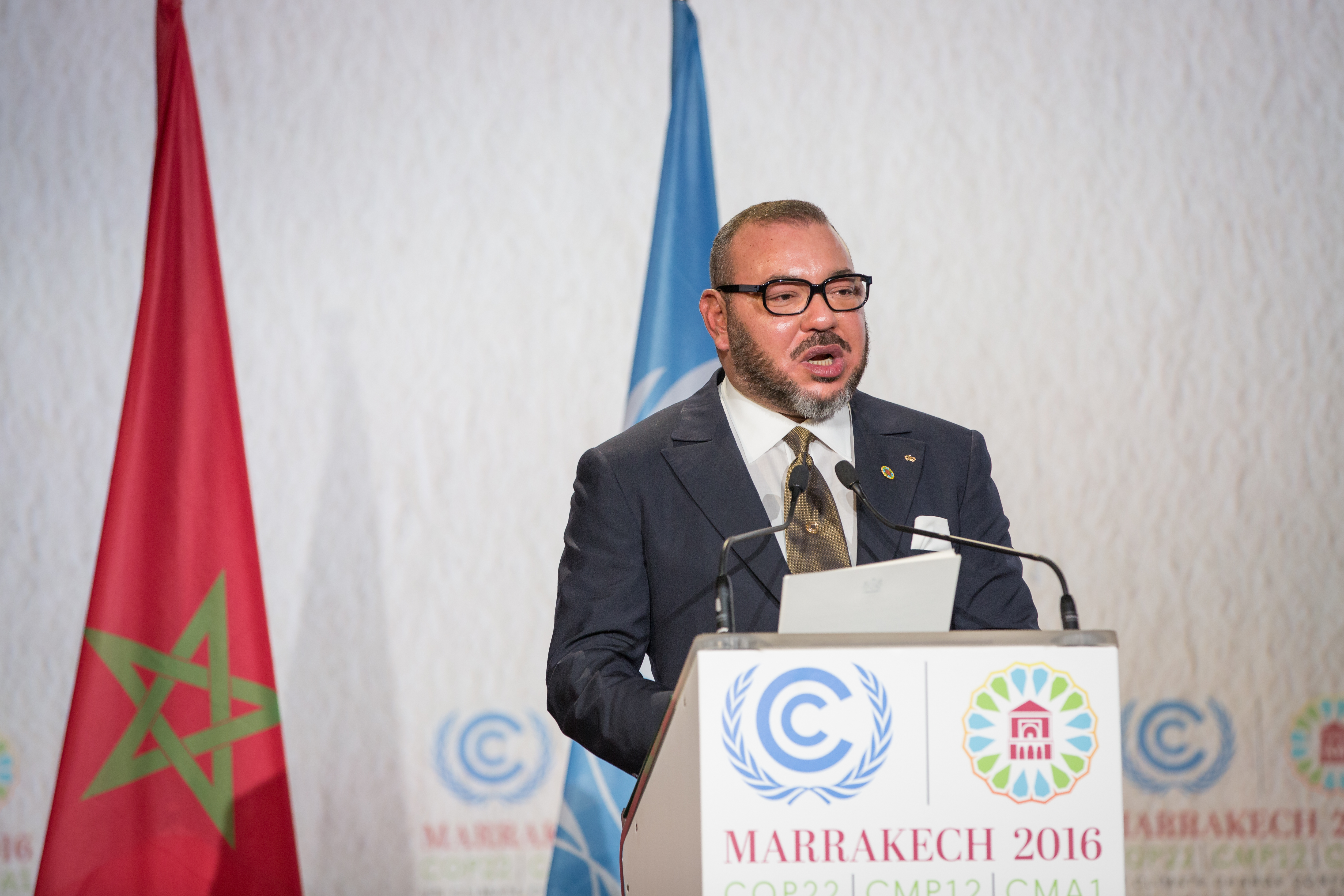
Koning Mohammed VI

Marokko is een onafhankelijke staat sinds 2 maart 1956. Het is een monarchie met een grondwet en een gekozen parlement. Het land heeft een koning als staatshoofd en een minister-president als regeringsleider. Volgens de grondwet ligt de macht over vrijwel alle taken van de regering bij de koning die de ministerraad voorzit en de ministers aanwijst of hun aanstelling goedkeurt. De koning kan ministers ontslaan, het parlement ontbinden, nieuwe verkiezingen uitschrijven, en hij kan bij decreet regeren. In de tweekamerstructuur (Huis van Afgevaardigden/Huis van Raadsleden) waarvan sprake is in de Marokkaanse politiek, kan ook het parlement de regering ontbinden door een motie van wantrouwen.
De huidige koning is sinds juli 1999 Mohammed VI die zijn vader, koning Hassan II, opvolgde na diens overlijden. De huidige premier is Aziz Akhannouch (sinds oktober 2021).
Na zijn verkiezingsoverwinning in mei 2007 maakte de Franse president Nicolas Sarkozy werk van het zoeken van steun voor de oprichting van de Unie voor het Middellandse Zeegebied, die de bestaande akkoorden tussen de Europese Unie en andere landen rond de Middellandse Zee zou vervangen en verdiepen. Die unie zou tevens tot een nauwere associatie van Marokko met Europa moeten leiden en de afwijzing van de aanvraag tot Marokkaans lidmaatschap van de Europese Unie in de jaren 80 verzachten.

### Bestuurlijke indeling
Marokko is onderverdeeld in zestien regio's (inclusief Westelijke Sahara), vijfenveertig provincies, zestien prefecturen en vele andere administratieve eenheden.

## Onderwijs

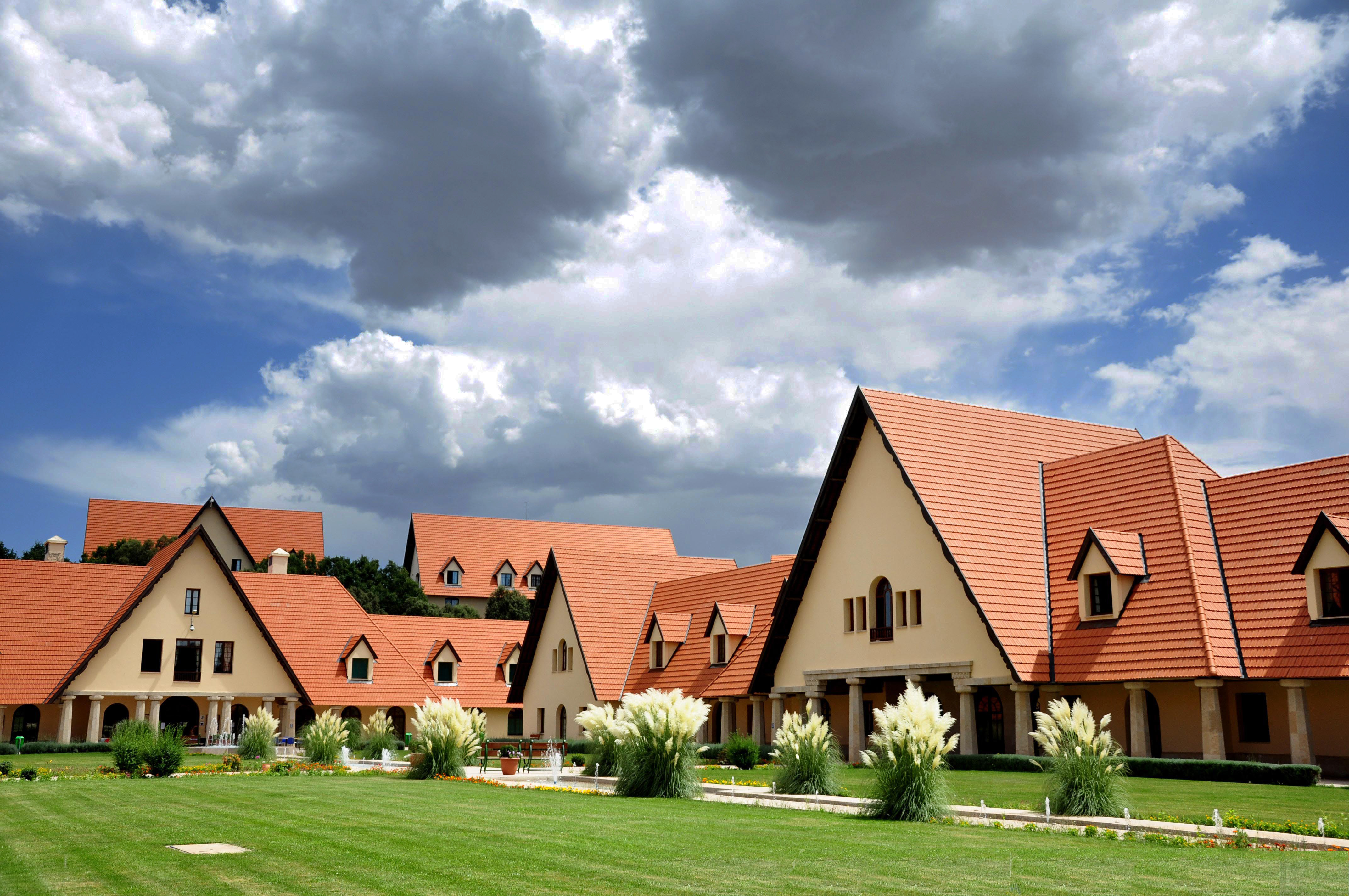
Al Akhawayn-universiteit in Ifrane

Onderwijs in Marokko is kosteloos en verplicht tot zestien jaar. Het percentage dat kon lezen en schrijven werd in 2023 geschat op 87%. In september 2006 werd Marokko de Literacy Prize door UNESCO uitgereikt.
Marokko heeft zo'n 21 universiteiten, waarvan 8 privé zijn, en meer dan ruim 200 scholen en instituten verspreid over het hele land. De bekendste instellingen zijn onder meer de Mohammed V University in Rabat, de grootste universiteit van het land, het Hassan II Landbouw- en Veterinair Instituut in Rabat, dat naast zijn landbouwspecialiteiten toonaangevend sociaal-wetenschappelijk onderzoek uitvoert. En Al-Akhawayn University in Ifrane. Dit was de eerste Engelstalige universiteit in de Maghreb regio.. Het land telt ook 21 katholieke scholen.

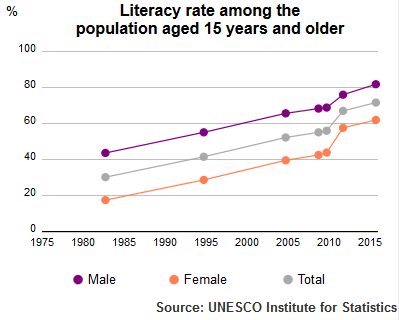

De Al-Qarawiyin University, gesticht door Fatima al-Fihri in 859, in Fez. Deze universiteit wordt door de UNESCO beschouwd als de "oudste universiteit ter wereld". Marokko heeft ook enkele prestigieuze postacademische scholen, waaronder:
- National Institute of Posts and Telecommunications (INPT)
- National School of Electricity and Mechanics (ENSEM)
- École Mohammadia d'Ingénieurs
- ISCAE
- INSEA
- National School of Mineral Industry
- École Hassania Des Travaux Publics

## Cultuur

### Architectuur

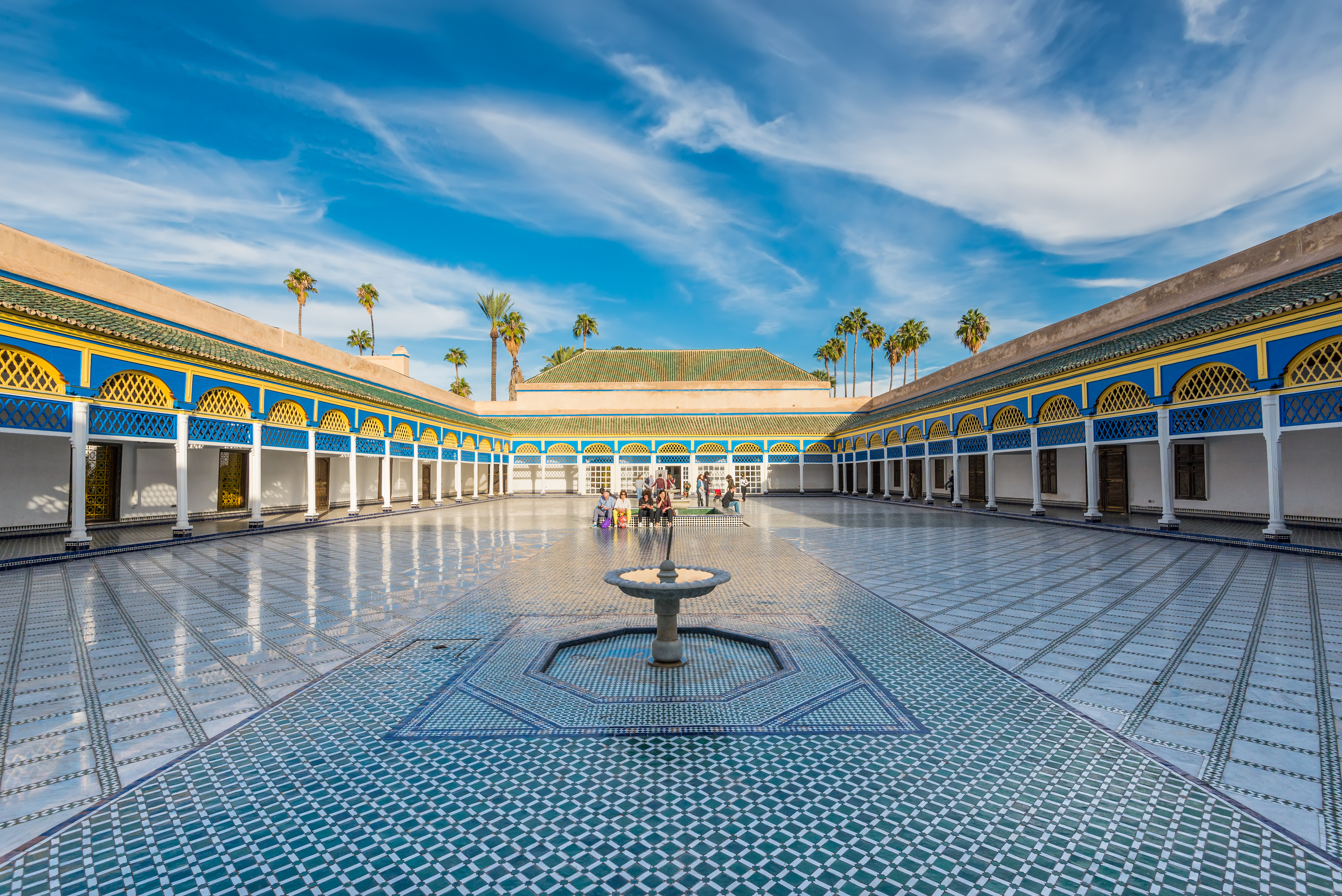
Het Bahiapaleis

De architectuur van Marokko kent een grote verscheidenheid aan stijlen. Die verscheidenheid is vooral het gevolg van achtereenvolgende bouwstijlen door de eeuwen heen tot en met moderne bouwwerken. Vooral het stadsbeeld van de vier zogenaamde koningssteden is op architectonisch gebied zeer boeiend en trekt veel bewonderaars. Centraal binnen de bebouwing staat meestal een moskee die rijk versierd is en gedomineerd wordt door een minaret. Maar ook de vele andere bouwwerken kenmerken zich door rijke versiering van onder meer plafonds en prachtig stucwerk en tegelwerk.

### Muziek

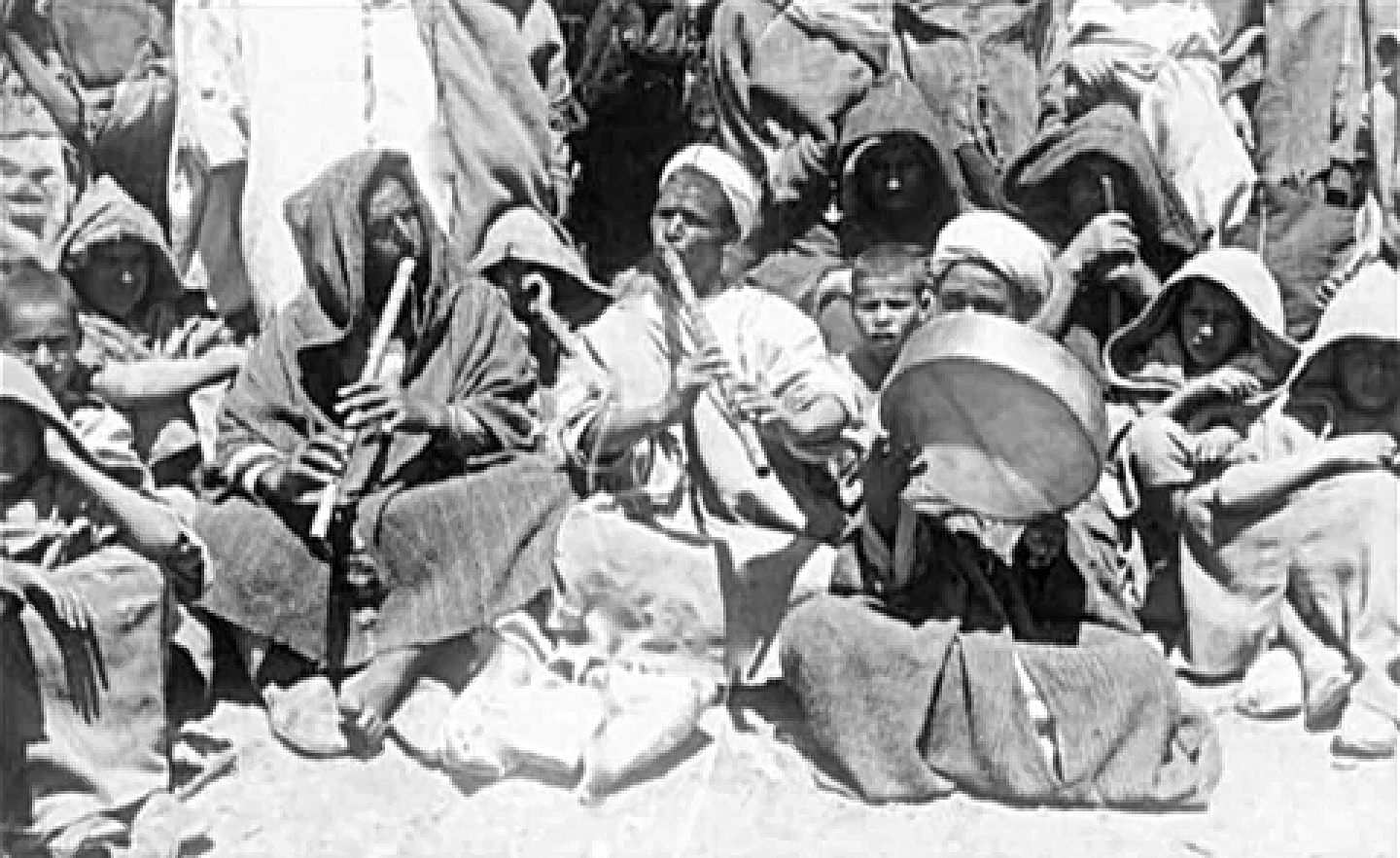
Een groep Jilali’s in Marokko

Marokko kent veel soorten muziek door de verschillende stammen en culturen die het land kent. De meest bekende gênres zijn de Reggada en de Chaabi. Chaabi is een muzieksoort die bestaat uit verschillende variëteiten die afstammen van de veelsoortige vormen van Marokkaanse volksmuziek. Chaabi werd oorspronkelijk uitgevoerd op markten, maar is nu te vinden op elke viering of vergadering.
Marokko is ook een Eurovisie-land. In 1980 deed de Marokkaanse zangeres Samira Bensaid mee aan het Eurovisiesongfestival. Het was de eerste en vooralsnog enige deelname van Marokko.

### Keuken

Couscous uit de Marokkaanse keuken overdekt met een groente-variatie.

Eten is in Marokko een sociaal gebeuren en een belangrijk deel van de Marokkaanse cultuur. De keuken kent een lange traditie en heeft vele invloeden ondergaan. Ze is het resultaat van eeuwenlange interactie met de buitenwereld door mengeling van invloeden uit de Arabische, Berberse, Spaanse en mediterrane keukens. Al deze keukens hebben in meer of mindere mate bijgedragen aan de diversiteit van de Marokkaanse keuken. Daarnaast werd die verder verfijnd door de koks in de koninklijke keukens in de Marokkaanse koningssteden.
Kruiden worden op grote schaal gebruikt. Ondanks dat het land al duizenden jaren kruiden importeert, komen veel ingrediënten uit het land zelf, zoals saffraan, munt en olijven, sinaasappelen en limoenen. Belangrijke kruiden zijn kaneel, komijn, peper, gember, saffraan en kurkuma. Kip wordt er het meest gegeten. Daarnaast ook wel rundvlees, ook al wordt de voorkeur gegeven aan lamsvlees, dat echter relatief duur is.
Enkele bekenden gerechten:

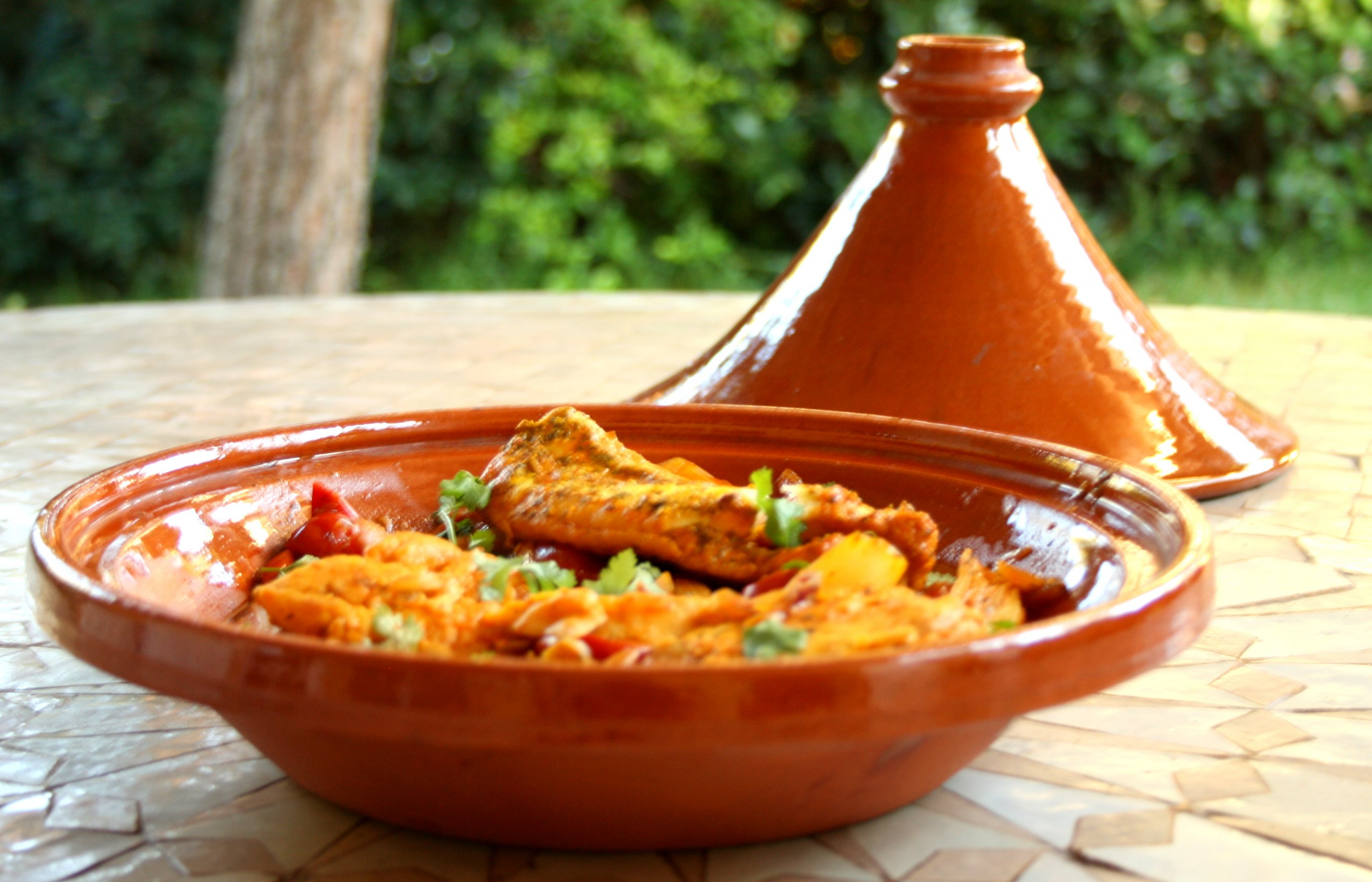
Tajineschotel

- Couscous wordt gezien als het nationale gerecht van Marokko. Het wordt gemaakt van gestoomde griesmeel en geserveerd met groenten.
- De tajine is een stoofpot waar vlees- en visschotels in worden klaargemaakt.
- Harira is een maaltijdsoep. Deze wordt traditioneel tijdens de Ramadan na zonsondergang gegeten en verder tijdens de winter.
- Bastilla is een met vlees of vis gevuld gebak. Er worden kruiden en vaak ook suiker, citroen en kaneel aan toegevoegd.
- Toearegthee is een soort muntthee die centraal staat in het sociale leven. De hoogte waarmee deze wordt ingeschonken een indicatie van de mate waarin de gast in de gunst valt.
- Briouettes zijn kleine driehoekig bladerdeeggebakjes gevuld met vlees.
- Chebakia is een zoete lekkernij die vaak wordt gegeten bij speciale gelegenheden.
- Msemmen is een soort van kruising tussen een brood en een pannenkoek waar soms honing bij wordt toegevoegd.

### Sport
De populairste sport in Marokko is voetbal. Het Marokkaans voetbalelftal vertegenwoordigt het land op internationale toernooien. De hoogste voetbaldivisie is de Botola Pro.
In 2015 zou Marokko de Africa Cup organiseren, maar het wilde het toernooi uitstellen vanwege de ebola-uitbraak in West-Afrika. De CAF stemde niet in met dit uitstel en kende in plaats daarvan aan Equatoriaal-Guinea de organisatie van het toernooi toe.
In de jaren dat de Dakar-rally in Afrika werd verreden, werd Marokko ook aangedaan.

### Film
Marokko is een internationaal geliefde locatie voor het opnemen van films. Met name de omgeving van Ouarzazate wordt geprezen, niet alleen vanwege het landschap en de zeer bruikbare locaties, zoals dorpen en kasba's, maar ook vanwege de lichtval. De stad beschikt over een aantal grote filmstudio's en wordt wel het Hollywood van Marokko genoemd. Sinds de jaren vijftig zijn veel Hollywoodproducties in deze omgeving opgenomen. Daarnaast heeft het land ook een eigen filmindustrie die in opkomst is. Elk jaar worden er in Tetouan, Rabat en Marrakech filmfestivals gehouden.

### Volkslied
De Hymne Cherifien is sinds 1956 het officiële volkslied van het Marokkaanse Koninkrijk. De tekst werd geschreven door Ali Squalli Houssaini en de muziek is afkomstig van Léo Morgan.

## Toerisme[21]

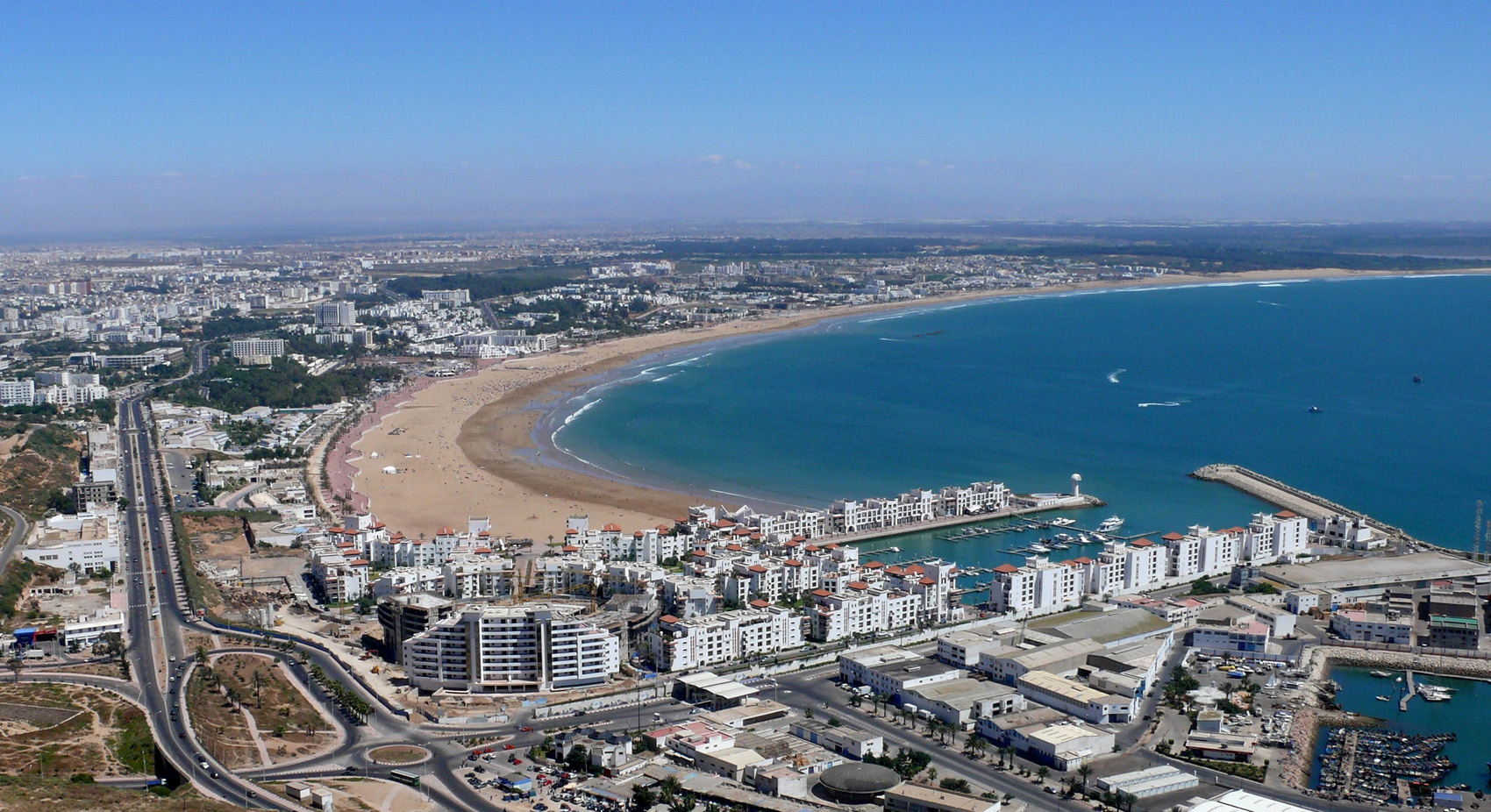
Agadir, een badplaats in het koninkrijk Marokko

Toerisme is een van de belangrijkste sectoren in de Marokkaanse economie. Het is goed ontwikkeld met een sterke toeristische industrie gericht op de kust, cultuur en geschiedenis van het land. Marokko trok in 2024 ruim 15 miljoen toeristen, en is daarmee het meest door toeristen bezochte land van Afrika. Toerisme is de op een na grootste (buitenlands) inkomen in Marokko na de fosfaatindustrie. De Marokkaanse overheid investeert fors in de ontwikkeling van het toerisme, in 2010 lanceerde de regering haar visie 2020, die van plan is Marokko tot een van de 20 beste toeristische bestemmingen ter wereld te maken en het jaarlijkse aantal internationale aankomsten tegen 2020 te verdubbelen tot 20 miljoen, in de hoop dat het toerisme dan is gestegen tot 20% van het bbp.
Grote, door de overheid gesponsorde marketingcampagnes om toeristen aan te trekken, adverteerden in Marokko als een goedkope en exotische, maar ook als veilige plek voor toeristen. De meeste bezoekers aan Marokko blijven Europees, met bijna 20% van alle bezoekers uit Frankrijk. Het relatief hoge aantal toeristen in Marokko is geholpen door de locatie - Marokko ligt erg dicht bij Europa en trekt bezoekers naar de stranden. Vanwege de nabijheid van Spanje maken toeristen in de kustgebieden van Zuid-Spanje een- tot driedaagse reizen naar Marokko, vaak met de auto.
De meeste toeristen gaan vaak naar de steden Tanger, Casablanca, Tetouan, Rabat, Marrakech, Fez en Agadir. Ook gaan relatief veel toeristen naar andere steden in Marokko, zoals Meknes, Al Hoceima, Al Ajoen en Merzouga. 
Sinds de luchtdiensten tussen Marokko en Algerije zijn ingesteld, zijn veel Algerijnen naar Marokko gegaan om te winkelen en familie en vrienden te bezoeken. Marokko is relatief goedkoop vanwege de devaluatie van de dirham en de stijging van de hotelprijzen in Spanje. Marokko heeft een uitstekende weg- en spoorinfrastructuur die de grote steden en toeristische bestemmingen verbindt met havens en steden met internationale luchthavens. Goedkope luchtvaartmaatschappijen bieden goedkope vluchten naar het land.

## Bezienswaardigheden

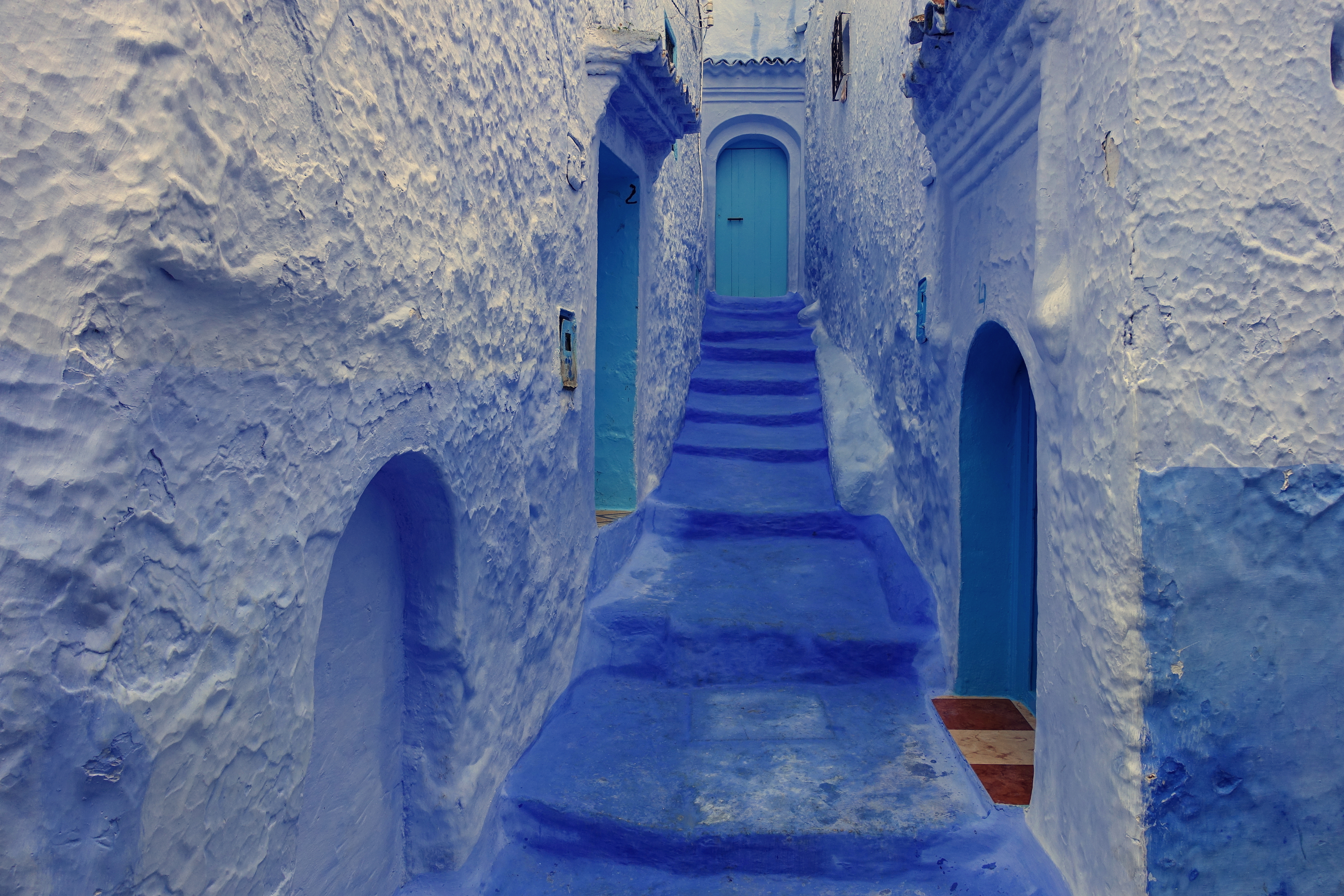
Straatje in de blauwe stad, Chefchaouen.

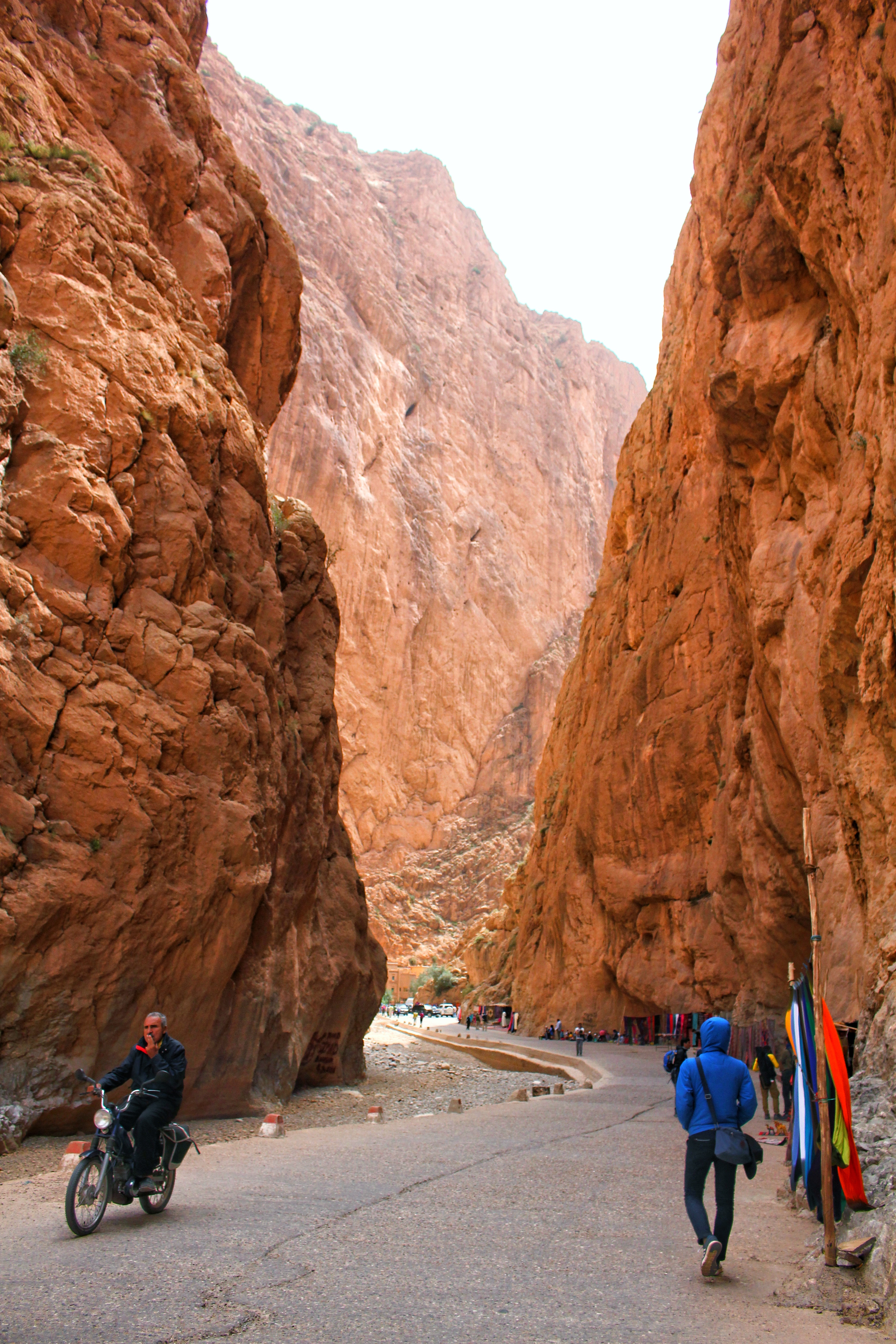
Todghakloof, een kloof in het Atlasgebergte in de buurt van de stad Tinghir.

- Hassan II-moskee, Casablanca, 1 van de grootste moskeeën op aarde.
- De blauwe stad, Chefchaouen
- Historisch centrum van Essaouira
- Historisch centrum van Fez
- Historisch centrum van Marrakesh
- Djemaa el Fna, een centraal plein in de stad Marrakesh met een traditionele soek en restaurants
- Bahiapaleis, Marrakesh
- Jardin Majorelle, een botanische tuin en atelier in Marrakesh, erfgoed van de modeontwerper Yves Saint Laurent
- Koutoubia-moskee, Marrakesh
- Saaditombes, herontdekte graven in Marrakesh die na de 16e eeuw in de vergetelheid zijn geraakt
- Alpenstad Ifrane, die ook wel het “Zwitserland van Marokko” wordt genoemd.
- Historisch centrum van Meknes
- Historisch centrum van Tétouan
- Modern en historisch centrum van Rabat
- Hassantoren, minaret van een incomplete moskee te Rabat
- Kasba van de Oudaya's, een fort dat opgenomen is in de Werelderfgoedlijst
- Kasba van Aït-Ben-Haddou
- De Portugese stad Magazan (El Jadida)
- Ouzoud, dorp nabij de watervallen Cascades d'Ouzoud
- Volubilis, Romeinse nederzetting uit de oudheid
- Tafilalt oase, bekend om de verbouwing van dadels en het ondergrondse irrigatiesysteem uit de oudheid, ook wel Qanat of Khettara genoemd
- Todghakloof, een kloof in het Atlasgebergte in de buurt van de stad Tinghir
- Toubkal, met een hoogte van 4167 m de hoogste bergtop van het Atlasgebergte en tegelijkertijd het hoogste punt van de Arabische Wereld
- Erg Chebbi, woestijngebied in het oosten van Marokko nabij de stad Merzouga
- Tizi-n-Tichka, een bergpas door de Hoge Atlas tussen de steden Marrakesh en Ouarzazate
- Atlas Film Studio, de grootste filmstudio in de wereld, gelegen in Ouarzazate. Onder meer bekend van de films: Prince of Persia, The Mummy en Sex and the City 2, Gladiator en Game of Thrones

## Economie

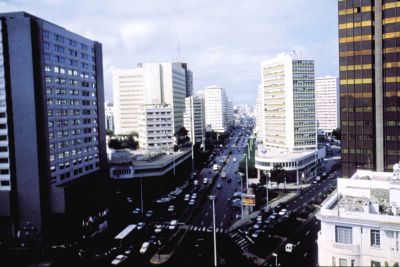
Boulevard des FAR, Casablanca, Marokko

De economie van Marokko wordt beschouwd als een vrijemarkteconomie, bestuurd door vraag en aanbod. Sommige economische sectoren zijn echter in handen van de regering. Het economische systeem van het land wordt getypeerd door een grote openheid naar buiten toe. Frankrijk en Spanje zijn de grootste handelspartners van Marokko (import en export). Frankrijk is ook de grootste buitenlandse investeerder in het land.
Marokko exporteert veel groenten, fruit en vis naar Europa. Het heeft de grootste vangst van sardine in de wereld. Het land beschikt over ongeveer 75% van alle fosfaatreserves in de wereld. Daarnaast exporteert het land arganolie, dat alleen in Marokko wordt geproduceerd. Ook is het na Zuid-Afrika de grootste wijnexporteur van Afrika.
Marokko heeft een aantal vrijhandelsakkoorden met zijn economische partners: het Euro-Mediterraanse vrijhandelsakkoord met de Europese Unie met het doel het land tegen 2012 te integreren in de Europese Vrijhandelsassociatie; de Agadir-akkoorden met Egypte, Jordanië en Tunesië, in het kader van de oprichting van de Arabische vrijhandelszone; het Amerikaans-Marokkaanse vrijhandelsakkoord met de VS dat in werking trad op 1 januari 2006 en het vrijhandelsakkoord met Turkije.
Door de globalisering van de Marokkaanse economie en Marokko zelf, zijn er ook relatief veel Amerikaanse fastfoodketens en andere Amerikaanse bedrijven actief in het land. Marokko telt 61 ketens van de McDonald’s, 89 ketens van de KFC, 138 restaurants van de Burger King, 14 ketens van de Dunkin Donuts en 24 ketens van de Starbucks. Ook telt Marokko nog 6 restaurants van de welbekende Amerikaanse-Mexicaanse fastfoodketen, Taco Bell.
Marokko telt ook veel Franse bedrijven. De grootste fabriek van de Renault staat in Tanger.
The World Factbook van de CIA meldt voor 2023 de volgende cijfers over de Marokkaanse economie:
GDP: $196.7 miljard (2025)
—
- BBP (PPP): $320,6 miljard
- BBP groei: 4,8%
- BBP per inwoner (PPP): $ 10.775
- Armoede: 7,6% (7,6% van de Marokkaanse bevolking leeft met minder dan €12,50 per dag)
- Inflatie: 0,6%
- munteenheid: dirham (DH); koers $1 = 9,67 DH (7 juni 2025)
- werkloosheid: 9,1% (het aantal lijkt veel lager te liggen in praktijk, omdat het meerendeel van de Marokkanen ongeregistreerd werk uitvoert)
- exportproducten: textiel, elektrische onderdelen, anorganische chemicaliën, transistors, onbewerkte mineralen, kunstmest (incl. fosfaten), aardolieproducten, citrusproducten, groenteproducten en vis
- Exportlanden: Spanje 23,2%, Frankrijk 22,6%, Italië 4,5%, Verenigde Staten 4,2%
- Export bedrag: $ 29,03 miljard
- importproducten: ruwe aardolie, textielproducten, telecommunicatieproducten, graan, gas en elektriciteit, transistors, kunststoffen
- importlanden: Spanje 16,7%, Frankrijk 12,2%, China 9,2%, Verenigde Staten 6,9%, Duitsland 6%, Italië 5,9%, Turkije 4,5%
- Import bedrag: $44,13 miljard
- Begroting: inkomsten $32,22 miljard, uitgaven $27,43 miljard (2025)
- Samenstelling: landbouw 10,4%, industrie 29,8%, diensten: 57,2%

## Verkeer en vervoer

### (Lucht)havens

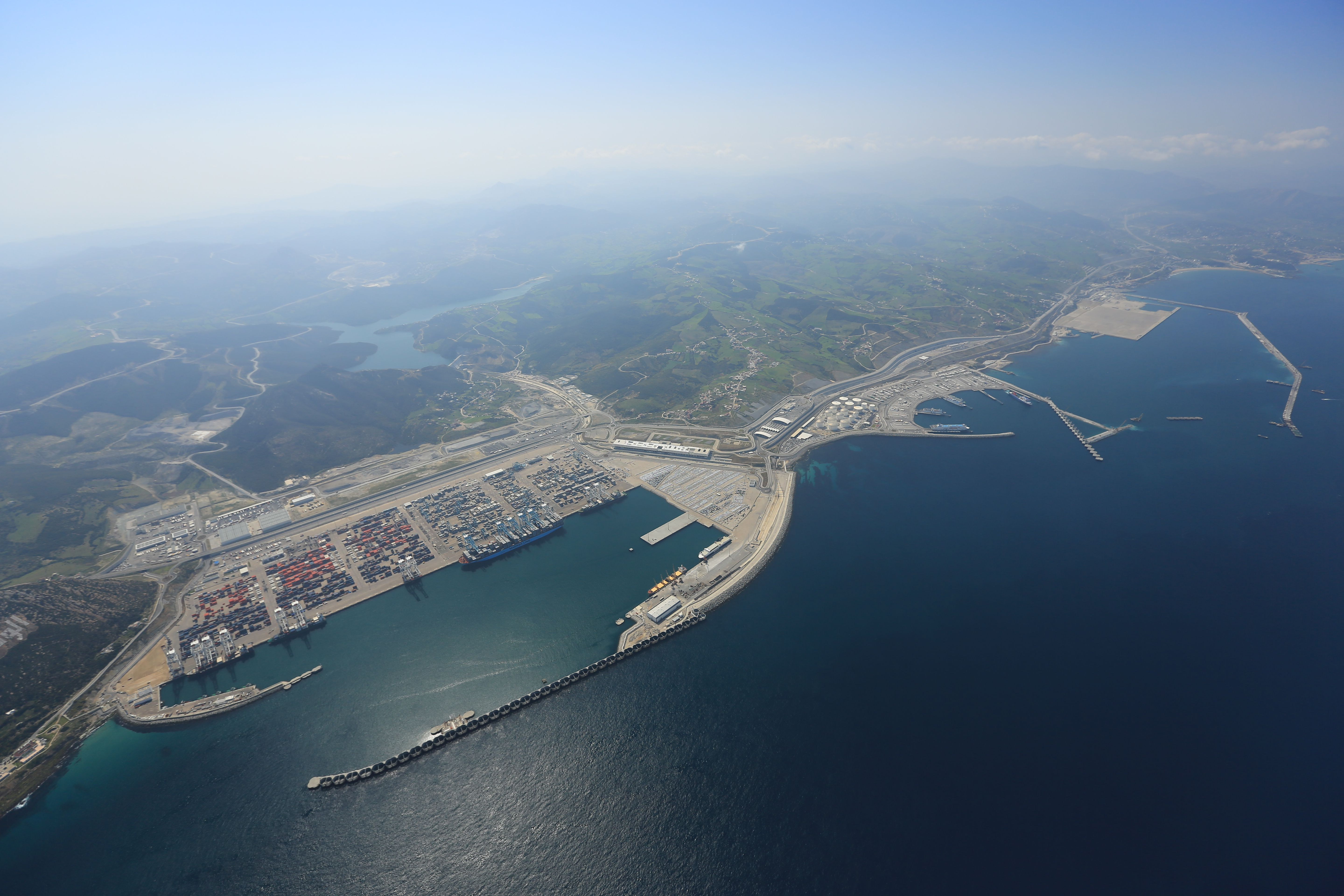
Tanger Med-haven

Marokko beschikt over 19 internationale luchthavens. Belangrijke luchthavens in Marokko zijn Internationale luchthaven Mohammed V, Internationale luchthaven Menara en Al Massira Airport.
Tanger Med is de belangrijkste haven van Marokko en tevens ook de grootste haven van Afrika. Andere belangrijke havens liggen in Agadir, Casablanca, Rabat, Nador en Al Hoceima.

### Autowegen en tramverbindingen

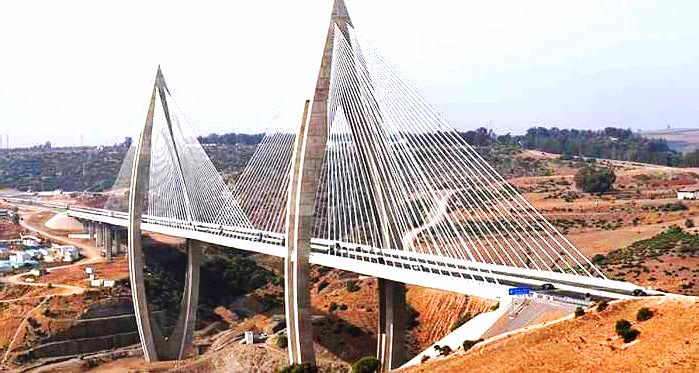
De Mohammed VI-brug is de grootste hangbrug van Afrika

In Marokko ligt er anno 2025 61.626 km aan autowegen, waarvan 53.665 km verhard. Het openbaar vervoer is groot en goed geregeld in de steden. De afgelopen jaren zijn er 4 tramverbindingen aangelegd in Marokko. De eerste tramverbinding werd aangelegd in de politieke hoofdstad Rabat. De werken begonnen in 2004 en de lijn werd operationeel in 2009. Een tweede tracé werd aangelegd in de Marokkaanse stad Casablanca en heeft een totale lengte van 30 kilometer. Deze lijn werd operationeel in december 2012. Dit is een groot succes veelvuldig gebruikt. Daarom is er al een begin gemaakt met de aanleg van een tweede lijn in Casablanca. De regering heeft in 2018 aangegeven binnen 7 jaar 30.000 kilometer aan wegen te willen leggen.
Zie: Lijst van Marokkaanse autosnelwegen
Zie: Tram van Casablanca
Zie: Tram van Rabat

### Grensovergang
Zouj Beghal is een grensovergang tussen Marokko en Algerije, en de enige grensovergang tussen deze landen die bij tijd en wijle wel eens open is.

### Het spoor en de hogesnelheidslijn

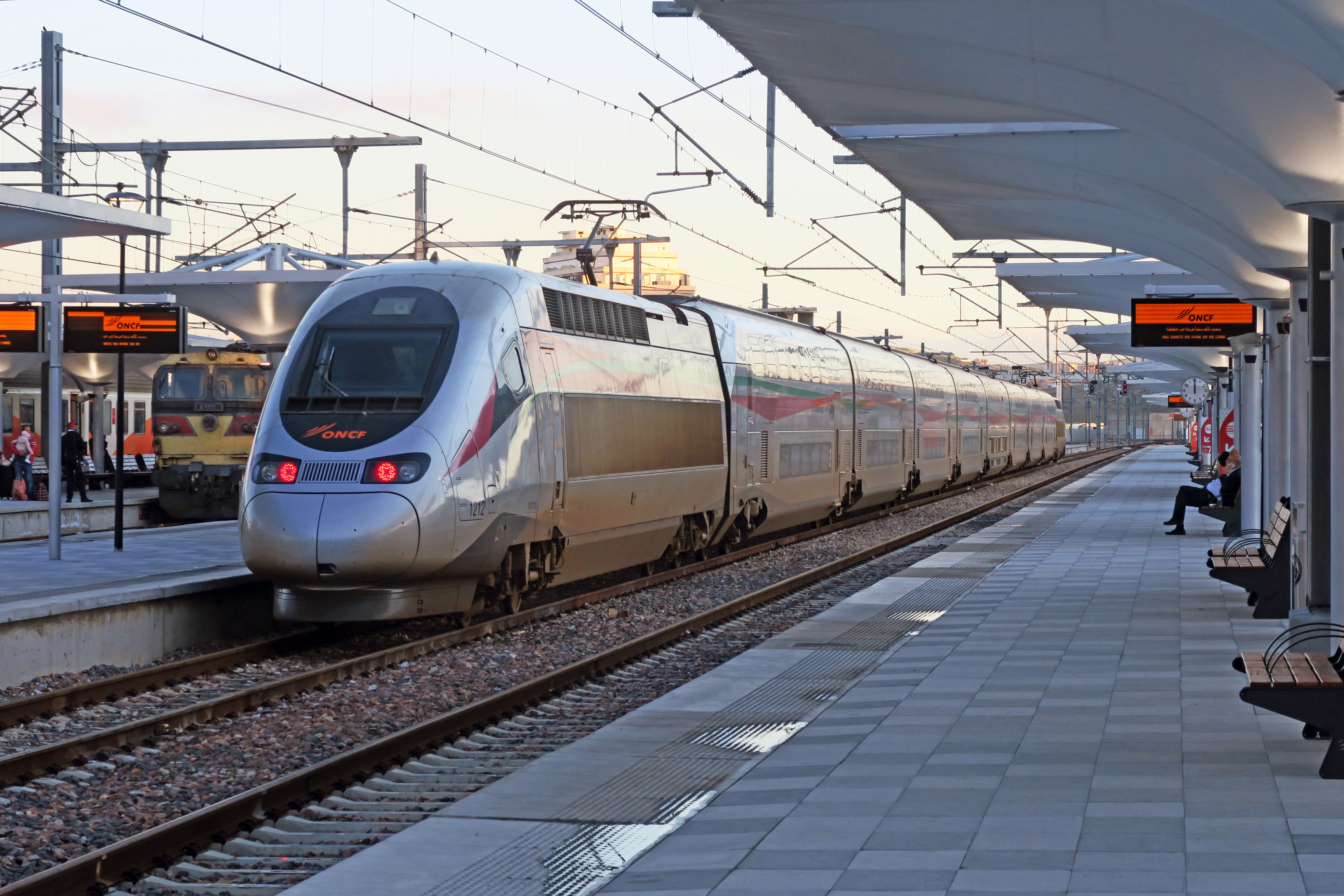
Al Boraq (de snelste trein in Afrika), ingevoerd in 2018

In Marokko ligt ruim 4.500 km aan spoor. In december 2010 kondigde men de aanleg van een hogesnelheidslijn in Marokko aan. Deze is in 2017 afgerond en is daarmee de eerste hogesnelheidslijn in Afrika. De lijn verbindt Tanger met Casablanca en brengt de huidige reistijd van 4,5 uurtjes terug naar maar liefst 1,5 uur. In 2010 concretiseerde Alstom de verkoop van zijn hogesnelheidstrein TGV aan Marokko. Het ging om een order van 400 miljoen euro en de levering van 14 treinstellen. Deze moesten volgens de planning in 2017 in gebruik genomen worden. De HSL moet 6 tot 8 miljoen passagiers per jaar gaan vervoeren, tegen de huidige 2 miljoen passagiers.
Een gemiddelde hogesnelheidstrein in Marokko gaat 340 km/u. 
Zie: Treinvervoer in Marokko
Zie: Hogesnelheidslijn Tanger - Casablanca
Zie: Metro van Casablanca

## Media

### Tv-kanalen
Marokko kent veel televisiezenders, zowel van de publieke omroep als vele commerciële zenders.
Op alle Marokkaanse zenders wordt Arabisch, Marokkaans-Arabisch, Frans en Spaans gesproken. Alleen Al Aoula van de publieke omroep SNRT zendt nog nieuwsuitzendingen in het Berbers uit. 2M is de grootste commerciële zender die nog Berberse journaals uitzendt. SNRT-familiezender Tamazight 8 zendt uitsluitend in het Berbers uit, al dan niet met Arabische ondertiteling.
Alle zenders die behoren tot de SNRT zijn van de publieke omroep, terwijl Médi 1 TV en 2M commercieel zijn, waarvan 2M de meest bekeken Marokkaanse zender is. Médi 1 TV zendt uit vanuit Tanger en 2M TV vanuit Casablanca. Er zijn ook Marokkaanse zenders die vanuit het buitenland uitgezonden worden (vanwege licentievoordelen) of een pan-Arabische televisienetwerk met een regionale zender als MBC.
Franse zenders worden ook bekeken door een grote groep Marokkanen. Deze zijn ook beschikbaar via de kabel en digitale televisie. Zo worden bijvoorbeeld zenders als MTV, Disney Channel en Nickelodeon vanuit Frankrijk uitgezonden, met Marokkaanse reclame.

### Radiostations
| - Médi 1 - nationale kanaal - Rabat Inter kanaal - Amazigh kanaal - Mohammed VI kanaal - Hit Radio - Agadir FM |  | - Atlas FM - Bizz FM - Cap Radio - casa FM - Radio 2M - Radio Sawa - Cap Radio |